# Houzhenzizhen (ort i Kina, Shaanxi, lat 33,85, long 107,84)
Houzhenzizhen är en ort i Kina. Den ligger i provinsen Shaanxi, i den nordvästra delen av landet, omkring 110 kilometer sydväst om provinshuvudstaden Xi'an. Antalet invånare är 2 512. Befolkningen består av 1 098 kvinnor och 1 414 män. Barn under 15 år utgör 17,0 %, vuxna 15-64 år 72 %, och äldre över 65 år 9,0 %.
Runt Houzhenzizhen är det ganska tätbefolkat, med 199 invånare per kvadratkilometer. Houzhenzizhen är det största samhället i trakten. I omgivningarna runt Houzhenzizhen växer i huvudsak blandskog.
Genomsnittlig årsnederbörd är 962 millimeter. Den regnigaste månaden är juli, med i genomsnitt 192 mm nederbörd, och den torraste är december, med 2 mm nederbörd.